# Отто Гоци
Отто Гоци (нім. Otto Hotzy; 24 квітня 1887, Відень — 1 лютого 1953, Гадерсдорф) — австро-угорський, австрійський і німецький офіцер, генерал-майор вермахту.

## Біографія
18 серпня 1907 року вступив в австро-угорську армію. Учасник Першої світової війни. 6 вересня 1914 року взятий в полон російськими військами. 14 червня 1918 року звільнений і продовжив службу в армії. З 1 червня 1937 року — командир 4-го батальйону 6-го піхотного полку. Після аншлюсу 15 березня 1938 року автоматично перейшов у вермахт. З 1 серпня 1938 року служив в штабі 84-го, з 10 листопада 1938 року — 24-го піхотного полку.
З 28 серпня 1939 року — командир 472-го піхотного полку. 14 вересня 1940 року важко поранений в автокатастрофі і відправлений на лікування. З 19 серпня 1941 року — командир 239-го запасного піхотного, з 19 грудного 1941 року — 556-го піхотного полку. 5 січня 1942 року захворів і відряджений в 239-й запасний піхотний полк. 1 квітня 1942 року відправлений в резерв фюрера, 11 травня відряджений у військове командування у Франції. З 10 липня 1942 року — комендант 811-ї, з 9 січня по 7 грудня 1943 року — 619-ї (Мозир), з 15 січня 1944 року — 725-ї (Загреб) польової комендатури. 13 листопада 1944 року відправлений в резерв фюрера. 31 березня 1945 року звільнений у відставку.

## Звання
- Кадет-заступник офіцера (18 серпня 1907)
- Фенріх (13 листопада 1908)
- Лейтенант (1 травня 1909)
- Оберлейтенант (1 травня 1914)
- Гауптман (17 червня 1918)
- Майор (8 липня 1921)
- Штабс-гауптман (1 березня 1923)
- Оберстлейтенант (18 грудня 1934)
- Оберст (20 квітня 1939)
- Генерал-майор (1 квітня 1942)

## Нагороди
- Ювілейний хрест
- Пам'ятний хрест 1912/13
- Хрест «За військові заслуги» (Австро-Угорщина) 3-го класу з військовою відзнакою і мечами
- Військовий Хрест Карла
- Медаль «За поранення» (Австро-Угорщина) з однією смугою
- Пам'ятна військова медаль (Австрія) з мечами
- Почесний знак «За заслуги перед Австрійською Республікою», золотий знак
- Хрест «За вислугу років» (Австрія) 2-го класу для офіцерів (25 років)
- Пам'ятна військова медаль (Угорщина) з мечами
- Почесний хрест ветерана війни з мечами
- Медаль «За вислугу років у Вермахті» 4-го, 3-го, 2-го і 1-го класу (25 років)
- Нагрудний знак «За поранення» в чорному
- Залізний хрест 2-го класу